# Tefrito

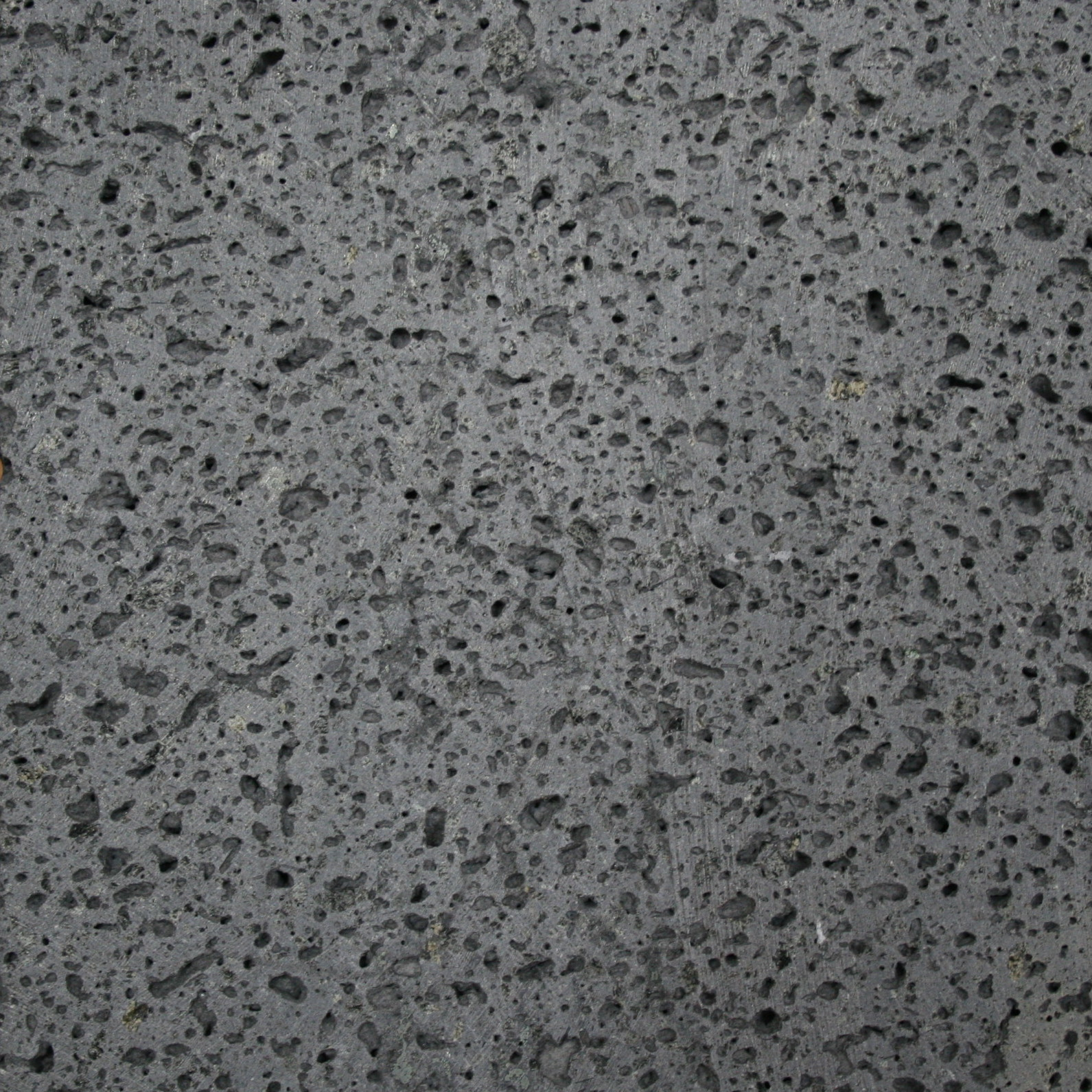
Tefrito leucítico de Mayen, Eifel, Alemanha

Tefrito é uma rocha ígnea vulcânica (extrusiva), com textura afanítica a porfiroide. A sua composição mineralógica inclui geralmente feldspatoides abundantes (leucite ou nefelina), plagioclase, e em menor quantidade feldspatos alcalinos. As piroxenas (clinopiroxenas) são minerais acessórios comuns. Não contêm quartzo ou olivina. Ocorrências conhecidas inckuem o tefrito de leucite-nefelina de Hamberg bei Neckarelz perto de Heidelberg, Alemanha, fonolito-tefrito de Monte Vulture, Basilicata, Itália e intrusões de basanito–tefrito na Namíbia. 